# Грязновська сільська рада
Грязно́вська сільська рада (рос. Грязновский сельский совет) — сільське поселення у складі Тюменцевського району Алтайського краю Росії.
Адміністративний центр та єдиний населений пункт — село Грязново.

## Населення
Населення — 432 особи (2019; 479 в 2010, 587 у 2002).